# لوسی فینچ
لوسی فینچ (متولد ۱۹۴۳) یک پرستار تسکینی است که در طی دوره خدمت خود در چندین کشور آفریقایی کار کرده‌است. فینچ یک آسایشگاه در مالاوی، کشوری که زادگاه خود اوست، تأسیس کرده‌است.

## اوایل زندگی
لوسی کیشیندو در سال ۱۹۴۳ در مالاوی به دنیا آمد، او بزرگ‌ترین فرزند از ۱۱ فرزند یک معلم مدارس ابتدایی بود. او در مدارس جنوب مالاوی تحصیل کرد و به عنوان پرستار در بریتانیا آموزش دید.

## شناخته شدن
در سال ۲۰۱۳، لوسی فینچ توسط آسایشگاه آفریقا-اوگاندا به دلیل حمایت برجسته‌اش در ترویج و توسعه مراقبت‌های تسکینی در کشور اوگاندا تقدیر شد. در سال ۲۰۱۵، از سوی دکتر پیتر کومپالوم، وزیر بهداشت مالاوی، تقدیرنامه قدردانی به فینچ اعطا شد. در سال ۲۰۱۶، او به عنوان یکی از ۱۰۰ زن بی‌بی‌سی به دلیل کارهایش در مراقبت از افراد در حال مرگ شناخته شد. او اولین آسایشگاه در کشور مالاوی را تأسیس کرد.